# Lysites
Lysites es un género de foraminífero bentónico de la subfamilia Hemigordiopsinae, de la familia Hemigordiopsidae, de la superfamilia Cornuspiroidea, del suborden Miliolina y del orden Miliolida. Su especie tipo es Lysites biconcavus. Su rango cronoestratigráfico abarca el Pérmico.

## Clasificación
Lysites incluye a las siguientes especies:
- Lysites biconcavus †
- Lysites evolutus †